# Nawahorki
Nawahorki (biał. Навагоркі; ros. Новогорки) – przystanek kolejowy w pobliżu miejscowości Kirawa, w rejonie słuckim, w obwodzie mińskim, na Białorusi. Leży na linii Słuck – Soligorsk.